# Бореча
Бореча (словен. Boreča) — поселення в общині Горні Петровці, Помурський регіон, Словенія. Висота над рівнем моря: 336,3 м.